# Hyperacmus quintanus
Hyperacmus quintanus är en stekelart som först beskrevs av Morley 1913.  Hyperacmus quintanus ingår i släktet Hyperacmus och familjen brokparasitsteklar. Inga underarter finns listade i Catalogue of Life.